# 新郎不是我
《新郎不是我》（英語：Made of Honour）是2008年美國的一部電影。這部電影在英國、愛爾蘭、加拿大和澳大利亞拍攝。

## 劇情
湯姆 ( 派屈克·丹普西飾   )英俊瀟灑多金，事業有成的他，奔放自由在把妹無往不利，此外，他還有一位健談美麗風趣，從事藝術品修復工作的紅粉知已漢娜 ( 蜜雪兒摩納漢飾 )，做為他談心的對象與生活導師，而湯姆父親因時常再婚，所以湯姆常邀漢娜陪同前往。
湯姆與漢娜十年來一直相依相伴，友誼從未改變，直到一次漢娜前往蘇格蘭出差六個月，少了知己相伴的湯姆頓時發自己原來無時無刻都在想著她，少了漢娜的生活是多麼空虛，因而決定在漢娜返國時向她求婚。
沒想到，漢娜在蘇格蘭結識了專情又體貼的多金公爵柯林 ( 凱文·麥克基德飾 )，而且兩人還訂婚了。漢娜還邀請湯姆擔任自己的「最佳伴娘」，要與她分享一生喜悅，一同飛到蘇格蘭參加婚禮。
為了向漢娜證明自己的感情，湯姆答應「最佳伴娘」的任務前往蘇格蘭，想找機會讓漢娜打消結婚念頭。在結婚前一晚，湯姆與漢娜參加了蘇格蘭的活動，活動上兩人深情熱吻，夜晚湯姆向漢娜表白，說自己一直欺騙自己，其實很愛漢娜。然而，漢娜說一切都太遲了。
結婚當日一早，湯姆搭車返回紐約。在一隻狗的啟發下，湯姆決定回頭勇敢追愛，騎馬衝入會場，讓眾賓客傻眼。與漢娜在教堂裡再次熱吻，也因此被憤怒的柯林揍了一拳。之後湯姆與漢娜回到紐約，辦了一場盛大婚禮，兩人終成眷屬。最後以湯姆與漢娜在床上作為完美結局收場。